# Maria Jarzębska
Maria Jarzębska – polska wokalistka.
W 1968 roku na II Festiwalu Piosenki Żołnierskiej w Kołobrzegu zajęła 1. miejsce. Śpiewała w zespole Happy End założonym przez Zbigniewa Nowaka.